# Siergiej Astawin
Siergiej Timofiejewicz Astawin (ros. Аставин Сергей Тимофеевич, ur. 1918, zm. 1996) – radziecki dyplomata.
Członek WKP(b), od 1955 radca Ambasady ZSRR w NRD, później do 1958 radca-pełnomocnik tej ambasady, 1958 chargé d'affaires ZSRR w NRD. Od 1960 kierownik Wydziału V Europejskiego Ministerstwa Spraw Zagranicznych ZSRR, od 4 lipca 1970 do 21 czerwca 1973 ambasador nadzwyczajny i pełnomocny ZSRR w Islandii, od 7 lipca 1973 do 31 lipca 1986 ambasador nadzwyczajny i pełnomocny ZSRR na Cyprze.